# Dhoom 3
Série
Dhoom 2
(2006)
Pour plus de détails, voir Fiche technique et Distribution.
Dhoom 3 est un film d'action indien réalisé par Vijay Krishna Acharya, sorti en 2013. C'est le troisième opus de la saga cinématographique Dhoom. Les deux héros principaux sont interprétés par les mêmes acteurs pour les trois opus (Abhishek Bachchan et Uday Chopra) mais leur adversaire change dans chaque film. Dans ce troisième épisode, il est interprété par Aamir Khan.

## Synopsis
Les inspecteurs indiens Jai Dixit (Abhishek Bachchan) et Ali Akbar Fatih Khan (Uday Chopra) sont appelés par les autorités américaines pour enquêter sur une série de vols contre une grande banque Américaine. Après une arrestation qui s'avère une erreur, les deux policiers décident de rester et d'enquêter de façon officieuse. Ils découvrent, à leur grande surprise, que le voleur recherché est plutôt deux voleurs. La question est comment les arrêter.

## Fiche technique
- Titre : Dhoom 3
- Réalisateur : Vijay Krishna Acharya
- Scénario : Vijay Krishna Acharya
- Musique : Pritam Chakraborty
- Production : Aditya Chopra
- Langues : hindi, Anglais
- Pays d'origine :  Inde
- Société de production : Yash Raj Films
- Société de distribution : Yash Raj Films, Columbia Pictures, StudioCanal UK, Netflix
- Date de sortie : 
  -  Inde : 20 décembre 2013
  -  France : 25 décembre 2013
  -  Émirats arabes unis : 9 janvier 2014
  -  Royaume-Uni : 16 janvier 2014
  -  États-Unis : 14 février 2014
- Format : Couleurs
- Genre : Action

## Distribution
- Abhishek Bachchan : A.C.P. Jai Dixit
- Uday Chopra : Ali Akbar Fateh Khan
- Aamir Khan : Sahir Khan/Samar Khan
- Katrina Kaif : Aaliya
- Jackie Shroff : Iqbal Haroon Khan
- Tabrett Bethell : Victoria Williams

## Accueil
Le film a connu le succès commercial, rapportant environ 88 000 000 $ au box-office dans le monde entier pour un budget de 20 000 000 $.
Il a reçu un accueil critique favorable, recueillant 78 % de critiques positives, avec une note moyenne de 8,2/10 et sur la base de 9 critiques collectées, sur le site agrégateur de critiques Rotten Tomatoes. Sur Metacritic, il obtient un score de 61/100 sur la base de 4 critiques collectées.